# Cerkev Germigny-des-Prés
Cerkev Germigny-des-Prés (tudi Oratorij Germigny des Pres ali Teodulfova kapela) je predromanska, karolinška cerkev v današnji francoski občini Germigny-des-Prés v Loiretu (regija Centre-Val de Loire). Dokončana leta 806 je ena najstarejših ohranjenih cerkva v Franciji. Cerkev in nekdanjo opatijo je ustanovil Theodulf Orléanski. Arhitektura je temeljila na Palatinski kapeli Karla Velikega v Aachnu.
Leta 1840 je bila uvrščena na seznam zavarovanih zgodovinskih spomenikov Francije.

## Theodulfov temelj
Theodulf Orléanski je bil po rodu iz Španije, kancler in »najbolj izobražen svetovalec« Karla Velikega, orleanski škof in opat pomembnega bližnjega [[samostan Fleury|samostana Fleury. Cerkev je zgradil kot svojo zasebno hišno kapelo (oratorij) pri svoji vili. Oratorij je bil zgrajen med letoma 803 in 806 in posvečen 3. januarja 806.

## Tloris oratorija
Cerkev v Germigny-des-Prés je bila prvotno centralno zasnovana stavba. Zgrajena je bila na podlagi grškega križa, z apsido obrnjeno proti zahodu in vzhodu. Zahodna apsida se je v 15. stoletju spremenila v ladjo. V vzhodni apsidi je pomemben mozaik v bizantinskem slogu.
Stara centralna stavba je sestavljena iz osrednjega kvadrata in konh na vsaki strani, to je okroglih kapelnih podaljškov ali niš, pri čemer vzhodno korno konho spremljajo stranske apside.
Oblika tega oratorija je bila izbrana z jasnim, zavestnim sklicevanjem na Palatinski kapeli Karla Velikega v Aachnu, vendar obstaja sum tudi na armenski in vizigotski vpliv.
Posebnost je jaškasti osrednji prostor s kupolo, ki jo tvorijo štirje stebri. To kupolo podpirajo visoki zidovi, ki jih prekinjajo tridelna arkadna okna. Celoten gradbeni motiv je velikega pomena za zgodovino arhitekture. Takšne stavbe so verjetno pod vplivom španskih stavb, ki pa segajo do bizantinskih cerkva s kupolami nad grškim križem.
Zelo spretno izdelana prostorska zamaknjenost, ki jo vidimo v križišču nad nivojem odlomljenih kosov zidu, predstavlja temeljno novost tistega časa - skupaj z Aachnom - namreč stolp z laterno. Gradnja tako v ključni točki presega starodavno bizantinsko tradicijo.

## Mozaik
Tudi mozaik v apsidi je iz okoli leta 806. To je edini ohranjeni karolinški mozaik severno od Alp, zaradi česar je eden najstarejših na francoskih tleh. Slikovni program v bizantinskem slogu je verjetno zasnoval sam Theodulf. Skrinjo zaveze lahko vidimo obkroženo z dvema velikima in dvema malima angeloma (keruboma), ki – kot božja roka, uprta z modrega neba navzdol – kažeta na skrinjo. V njeni zasnovi ni mogoče spregledati razmerja do miniaturnih poslikav dvorne šole Karla Velikega.
Prevod latinskega napisa pod mozaikom se glasi nekako takole: »Glejte in opazujte sveti prerok in kerube in sijaj skrinje božje zaveze. V tem premišljevanju si prizadevaj razburiti Gospodarja groma in se v svojih molitvah spomni Theodulfa.«
Mozaik je bil po naključju najden pod ometom leta 1840, potem ko so se otroci igrali z modrimi in zlatimi teserami, in je bil medtem restavriran. Mozaiki na stenah, ki obdajajo oltar, so bili ohranjeni še v prvi polovici 20. stoletja. Prikazali so upodobitev raja.

## 15. do 19. stoletje
Theodulfova vila je bila uničena med vpadi Normanov - preživela je le kapela. V srednjem veku je cerkev postala samostan in kasneje župnija Saint-Benoît-sur-Loire. V 15. stoletju so tloris razširili z ladjo, ki so jo med obnovami v 19. stoletju podaljšali, ji dodali zvonik in njeno podobo prilagodili karolinškim sestavinam.
Šele v 19. stoletju so prepoznali edinstvenost cerkve v Germigny-des-Prés in jo poskušali obnoviti v prvotno stanje. Čeprav je bila stavbna struktura od takrat obsežno prenovljena, se je arhitekturna ideja v bistvu obnovila. Leta 1840 je bila cerkvena stavba razglašena za zgodovinski spomenik in obnovljena med letoma 1867 in 1887 pod vodstvom Justeja Lischa - čeprav nenatančno.
- križišče in vzhodna apsida
- Mozaik v apsidi
- Portal in ladja (15. stoletje)
- Ladja (znotraj)
- Krstilnik